# Woodward's Gardens
Woodward's Gardens, comumente chamado de The Gardens, era uma combinação de parque de diversões, museu, galeria de arte, zoológico e aquário operando de 1866 a 1891 no Mission District de São Francisco, Califórnia. Os Jardins cobriam dois quarteirões da cidade, delimitados pelas ruas Mission, Valencia, Duboce e 15th em São Francisco. O local atualmente tem um prédio de tijolos na 1700 Mission Street, construído após o sismo de São Francisco de 1906, que apresenta uma placa de Sítio Histórico da Califórnia e a Crafty Fox Alehouse no térreo (anteriormente um restaurante chamado Woodward's Garden). O antigo local dos Jardins também apresenta a localização atual do Arsenal de São Francisco, concluído em 1914.

## História
Os Jardins de Woodward pertenciam e eram administrados por Robert B. Woodward (1824–1879), que enriqueceu durante a corri do ouro de 1849 e por meio de sua propriedade do What Cheer House, um hotel e pousada na Rua Sacramento, 527-531, no Beco Leidesdorff, em São Francisco. Woodward inaugurou os Jardins no local de sua propriedade de quatro acres após se mudar para Napa, Califórnia, com sua esposa e quatro filhos. No início de sua carreira, o fotógrafo Eadweard Muybridge tirou muitas fotos dos Jardins. Woodward havia comprado a propriedade do senador americano John C. Fremont.  Os Jardins de Woodward foram inaugurados em 1º de maio de 1866.
Em 1871, houve uma série de "janelas mal-assombradas" em São Francisco que virou notícia e foi coletada por Woodward e exibida no museu. A primeira "janela mal-assombrada" foi relatada na 2119 Mason Street, em São Francisco, o que atraiu multidões de espectadores. Um rosto masculino triste e inexplicável, com olheiras, apareceu por mais de cinco dias na janela, e rumores se espalharam de que era o fantasma do falecido marido da dona da casa. Dias depois, nas proximidades, na 708 Lombard Street, outra casa tinha um fantasma masculino mais velho de perfil na janela, o que também atraiu uma multidão de curiosos.
Em 1877, Miriam Leslie descreveu os Jardins de Woodward como "abertos ao público, que, por vinte e cinco centavos por pessoa, pode passar o dia a passear entre bosques sombreados, relvados verdejantes, bosquets floridos, lagos, riachos e cascatas, conservatórios, samambaias, usando os baloiços, os trapézios, os carrosséis à vontade".
Em 1885, dois balonistas participaram de uma corrida partindo dos Jardins de Woodward, que terminou na Baía Leste - Alvarado e Monte Éden. O jornal The Daily Alta California noticiou o "Final Animado da Corrida de Dirigíveis de Domingo".
Em novembro de 1889, os Woodward's Gardens abrigaram o Monarch. O Monarch foi um dos últimos ursos-cinzentos selvagens capturados na Califórnia e mais de 20.000 pessoas compareceram à inauguração em 10 de novembro de 1889.
O local atraiu até 10.000 pessoas em feriados importantes, como o Dia de Maio.

## Fechamento e legado
A instalação perdeu popularidade após a morte de Woodward em 1879 e fechou em 1891. Quando a família Woodward leiloou os 75.000 objetos da coleção em 1894, grande parte foi comprada pelo filantropo e político de São Francisco, Adolph Sutro. Sutro exibiu parte da coleção dos Jardins de Woodward em sua Cliff House a partir de 1896 e em seus Sutro Baths no início do século XX.
San Francisciana Photographs of Woodward's Gardens, um livro de 2012 de Marilyn Blaisdell, inclui 100 fotos do local.

Woodward's Gardens
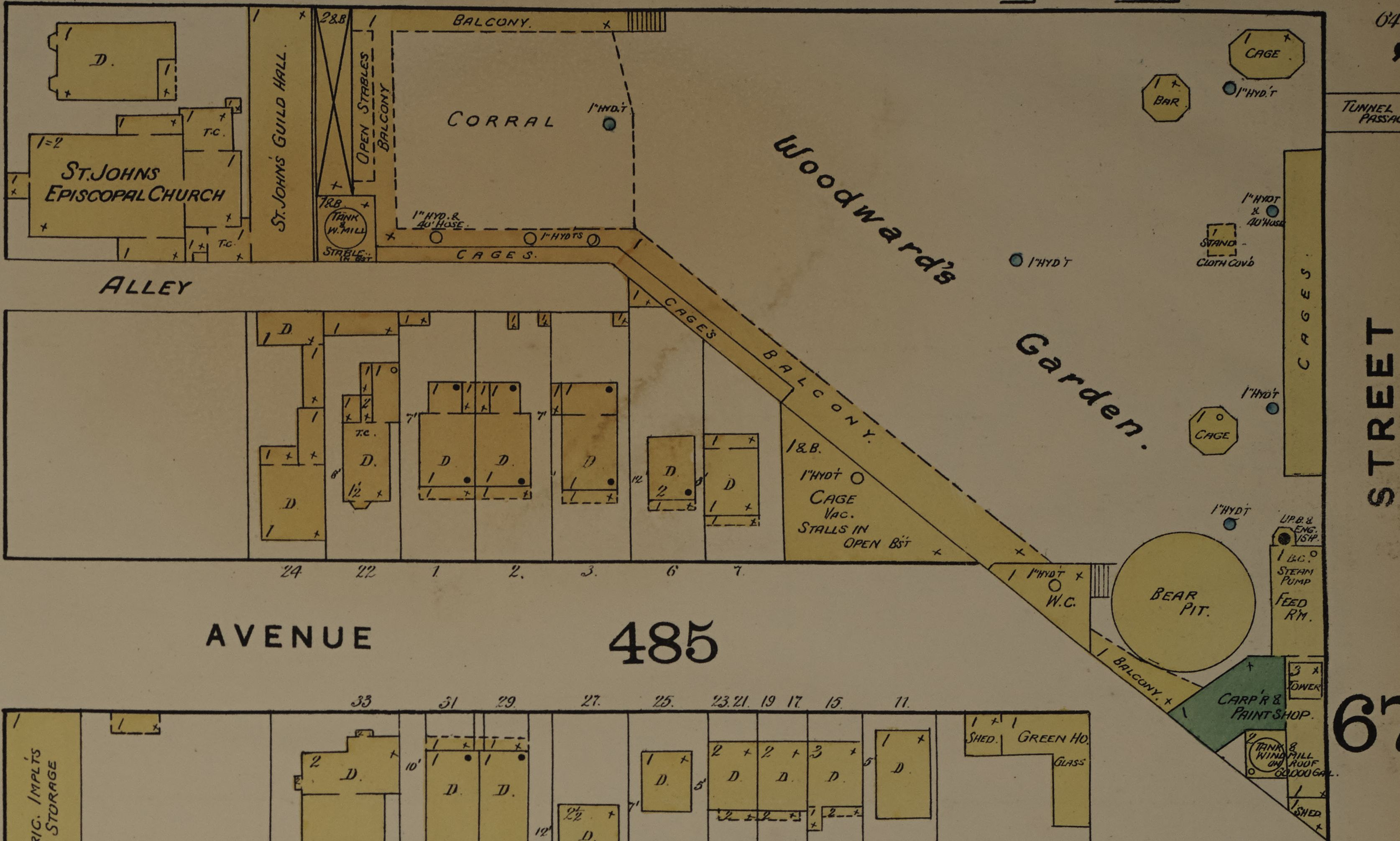
Mapa do Woodward's Garden do Mapa de Seguro contra Incêndio Sanborn de São Francisco de 1889
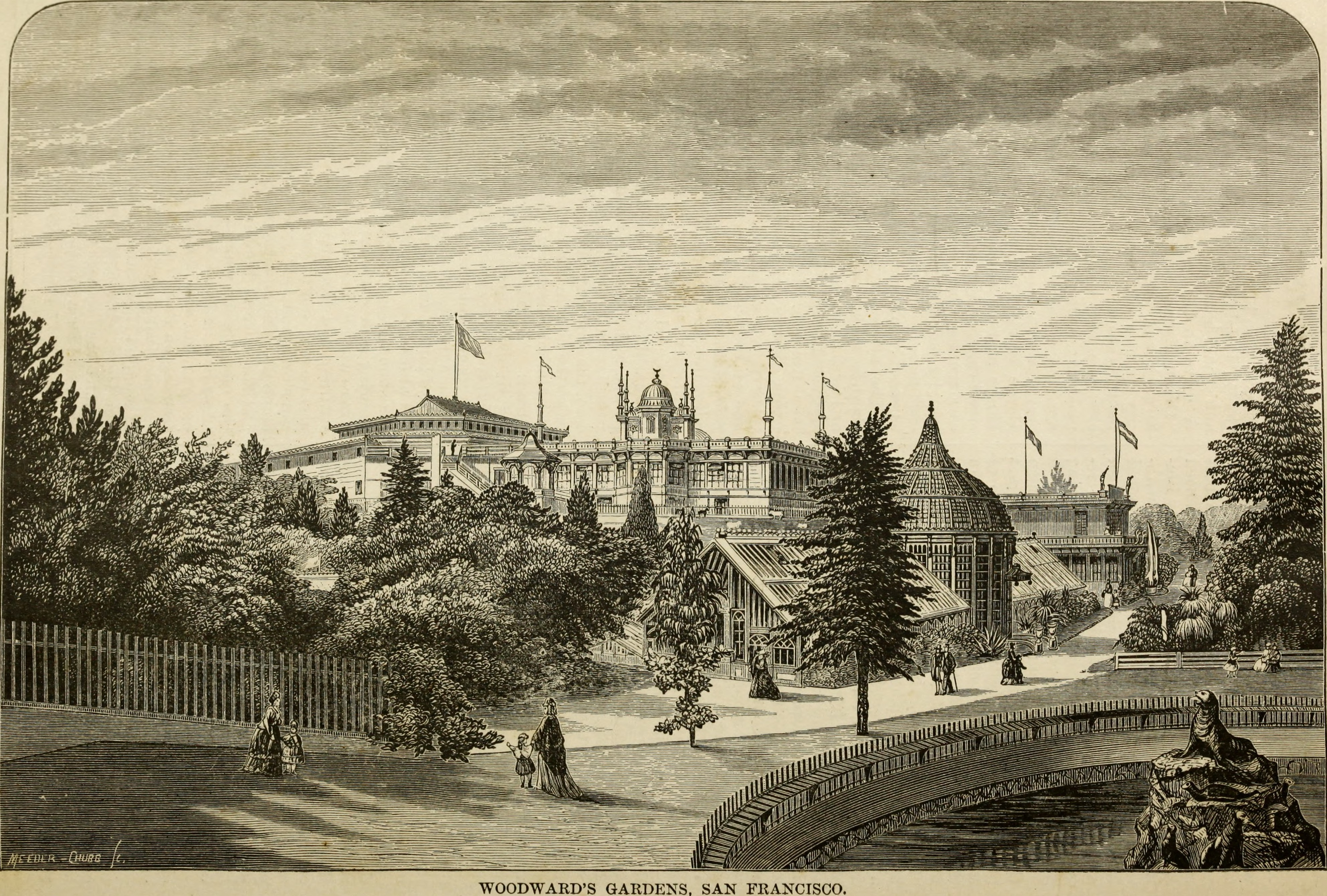
Woodward's Gardens, 1877
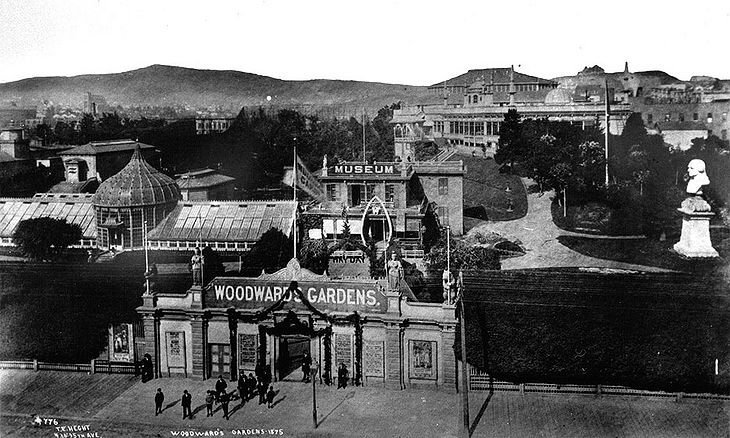
Vista dos Woodward's Gardens
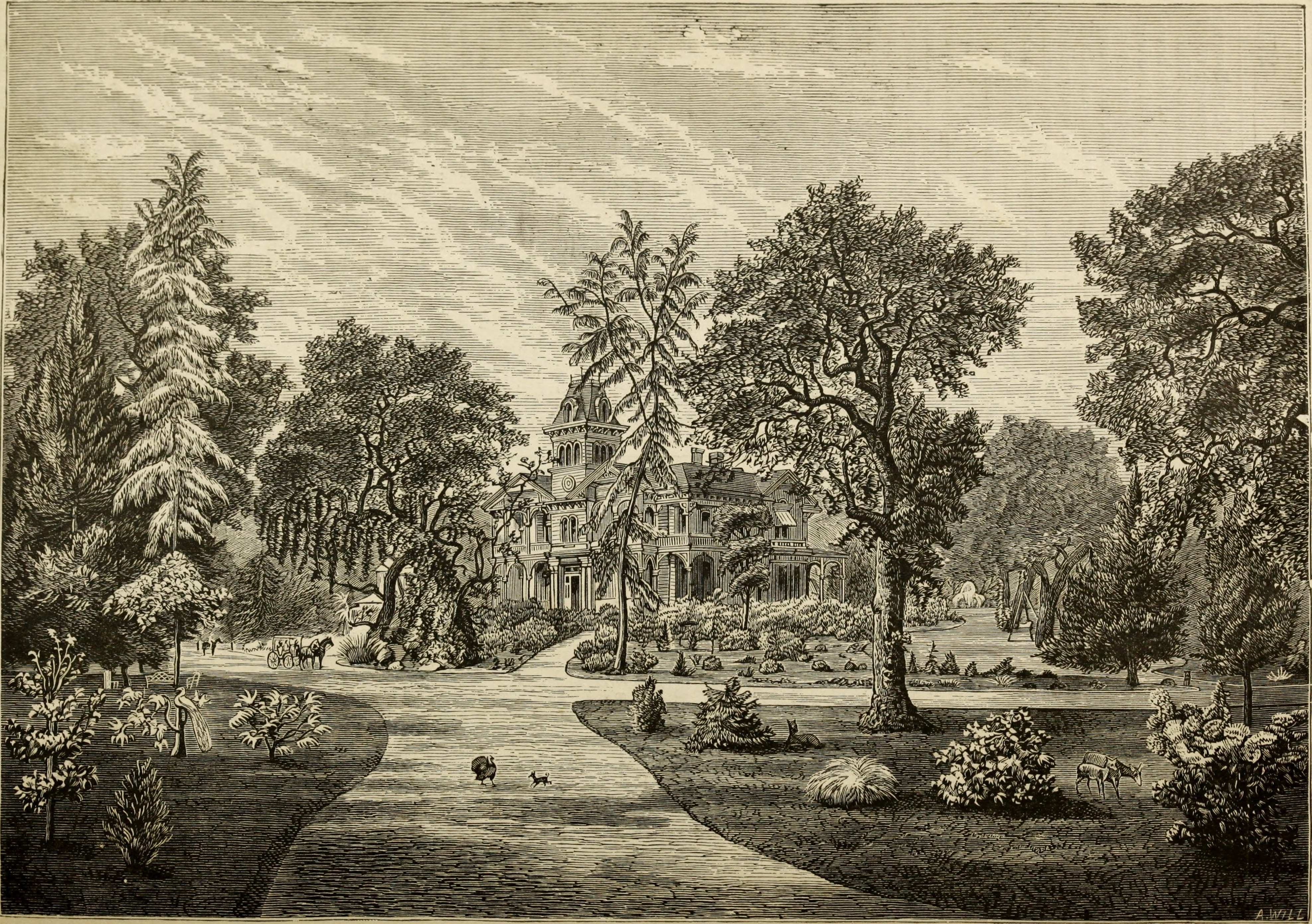
"Cena no parque e área de lazer em Oak Knoll, Napa Valley, Califórnia. - Residência de Robert B. Woodward." do guia de viagem de 1877